# Stari grad Krapina
Stari grad Krapina je višeslojni objekt u Krapini.

## Opis
Ostaci utvrđenog grada nalaze se sjeveroistočno od rječice Krapinčice, na brijegu iznad današnjeg naselja. U povijesti se prvi put spominje u 14. st. Najstariji dio grada nastao je na najvišoj točki utvrde, na 270 m n/v. Ispod te jezgre vremenom su bili izgrađeni gospodarski i rezidencijski objekti te dvorska kapela Svetog Trojstva, tj. „Gornja“ i „Donja“ utvrda. Nakon potresa 1775. g. utvrda propada. Danas je pod krovom jedino palas. U njegovoj blizini su ostaci dviju ulaznih kula, bedema te donja gradska vrata. Na vrhu brijega nalazi se sklop zidova i ostaci kule. Tijekom povijesti smjenjivali su se mnogobrojni vlasnici utvrde, među ostalima Ivan Korvin, grofovi Celjski, Keglevići i dr.

## Zaštita
Pod oznakom Z-4061 zavedena je kao nepokretno kulturno dobro - pojedinačno, pravna statusa zaštićena kulturnog dobra, klasificirano kao "profana graditeljska baština".